# Llista d'espècies de saltícids (N-O)
Llista de les espècies de saltícids per ordre alfabètic, de la lletra N a la lletra O, descrites fins al 23 de maig del 2006.
- Per a les llistes d'espècies amb les altres lletres de l'alfabet, aneu a l'article principal: Llista d'espècies de saltícids.
- Per a la llista de tots els gèneres vegeu l'article Llista de gèneres de saltícids.

| Directori N O |

## N

### Nagaina
Nagaina Peckham i Peckham, 1896
- Nagaina berlandi Soares i Camargo, 1948 (Brasil)
- Nagaina diademata Simon, 1902 (Brasil)
- Nagaina incunda Peckham i Peckham, 1896 (de Mèxic fins a Panamà)
- Nagaina modesta Caporiacco, 1954 (Guaiana Francesa)
- Nagaina olivacea Franganillo, 1930 (Cuba)
- Nagaina tricincta Simon, 1902 (Brasil)

### Nannenus
Nannenus Simon, 1902
- Nannenus lyriger Simon, 1902 (Singapur)
- Nannenus syrphus Simon, 1902 (Singapur)

### Naphrys
Naphrys Edwards, 2002
- Naphrys acerba (Peckham i Peckham, 1909) (EUA, Mèxic)
- Naphrys bufoides (Chamberlin i Ivie, 1944) (EUA)
- Naphrys pulex (Hentz, 1846) (EUA, Canadà)
- Naphrys xerophila (Richman, 1981) (EUA)

### Napoca
Napoca Simon, 1901
- Napoca insignis (O. P.-Cambridge, 1872) (Israel)

### Natta
Natta Karsch, 1879
- Natta chionogaster (Simon, 1901) (Africa, Madagascar)
- Natta horizontalis Karsch, 1879 (Africa, São Tomé)

### Naubolus
Naubolus Simon, 1901
- Naubolus albopunctatus Mello-Leitão, 1943 (Brasil)
- Naubolus melloleitaoi Caporiacco, 1947 (Guyana)
- Naubolus micans Simon, 1901 (Brasil)
- Naubolus pallidus Mello-Leitão, 1945 (Argentina)
- Naubolus posticatus Simon, 1901 (Brasil)
- Naubolus roeweri Soares i Camargo, 1948 (Brasil)
- Naubolus sawayai Soares i Camargo, 1948 (Brasil)
- Naubolus simplex Mello-Leitão, 1946 (Paraguai)
- Naubolus trifasciatus Mello-Leitão, 1927 (Brasil)
- Naubolus tristis Mello-Leitão, 1922 (Brasil)

### Neaetha
Neaetha Simon, 1884
- Neaetha absheronica Logunov i Guseinov, 2002 (Macedònia, Azerbaitjan)
- Neaetha aegyptiaca Denis, 1947 (Iemen)
- Neaetha alborufula Caporiacco, 1949 (Kenya)
- Neaetha catula Simon, 1885 (Est Sud-àfrica)
- Neaetha catulina Berland i Millot, 1941 (Mali)
- Neaetha cerussata (Simon, 1868) (Mediterrani)
- Neaetha fulvopilosa (Lucas, 1846) (Algèria, Tunísia)
- Neaetha irreperta Wesolowska i Russell-Smith, 2000 (Tanzània)
- Neaetha membrosa (Simon, 1868) (Mediterrani, Alemanya)
- Neaetha murphyorum Prószynski, 2000 (Israel)
- Neaetha oculata (O. P.-Cambridge, 1876) (Iemen, Aràbia Saudí, Iemen)
- Neaetha ravoisiei (Lucas, 1846) (Algèria, Àfrica oriental)

### Nebridia
Nebridia Simon, 1902
- Nebridia manni Bryant, 1943 (Hispaniola)
- Nebridia mendica Bryant, 1943 (Hispaniola)
- Nebridia parva Mello-Leitão, 1945 (Argentina)
- Nebridia semicana Simon, 1902 (Veneçuela)

### Neobrettus
Neobrettus Wanless, 1984
- Neobrettus cornutus Deeleman-Reinhold i Floren, 2003 (Borneo)
- Neobrettus nangalisagus Barrion, 2001 (Filipines)
- Neobrettus phui Zabka, 1985 (Vietnam)
- Neobrettus tibialis (Prószynski, 1978) (Bhutan fins a Malàisia, Borneo)
- Neobrettus xanthophyllum Deeleman-Reinhold i Floren, 2003 (Borneo)

### Neon
Neon Simon, 1876
- Neon avalonus Gertsch i Ivie, 1955 (EUA)
- Neon caboverdensis Schmidt i Krause, 1998 (Illes Cap Verd)
- Neon convolutus Denis, 1937 (França, Açores, Algèria)
- Neon ellamae Gertsch i Ivie, 1955 (EUA)
- Neon kiyotoi Ikeda, 1995 (Japó)
- Neon kovblyuki Logunov, 2004 (Ucraïna)
- Neon levis (Simon, 1871) (Paleàrtic)
- Neon minutus Zabka, 1985 (Corea, Vietnam, Taiwan, Japó)
- Neon muticus (Simon, 1871) (Còrsega)
- Neon nelli Peckham i Peckham, 1888 (EUA, Canadà)
- Neon nigriceps Bryant, 1940 (Cuba)
- Neon ningyo Ikeda, 1995 (Xina, Japó)
- Neon nojimai Ikeda, 1995 (Japó)
- Neon pictus Kulczyn'ski, 1891 (Southeastern Europa fins a Àsia central)
- Neon pixii Gertsch i Ivie, 1955 (EUA)
- Neon plutonus Gertsch i Ivie, 1955 (EUA)
- Neon punctulatus Karsch, 1880 (Bolívia)
- Neon rayi (Simon, 1875) (Southern, Europa central fins a Kazakhstan)
- Neon reticulatus (Blackwall, 1853) (Holarctic)
- Neon robustus Lohmander, 1945 (Ireland, Britain, Suècia, Finlàndia, Alemanya, Espanya)
- Neon sumatranus Logunov, 1998 (Malàisia, Indonesia, Nova Guinea)
- Neon valentulus Falconer, 1912 (Europa fins a Àsia central)
- Neon wangi Peng i Li, 2006 (Xina)
- Neon zonatus Bao i Peng, 2002 (Taiwan)

### Neonella
Neonella Gertsch, 1936
- Neonella antillana Galiano, 1988 (Jamaica)
- Neonella cabana Galiano, 1998 (Argentina)
- Neonella camillae Edwards, 2002 (EUA)
- Neonella colalao Galiano, 1998 (Argentina)
- Neonella lubrica Galiano, 1988 (Paraguai)
- Neonella mayaguez Galiano, 1998 (Puerto Rico)
- Neonella minuta Galiano, 1965 (Argentina)
- Neonella montana Galiano, 1988 (Argentina)
- Neonella nana Galiano, 1988 (Paraguai)
- Neonella salafraria Ruiz i Brescovit, 2004 (Brasil)
- Neonella vinnula Gertsch, 1936 (EUA)

### Nicylla
Nicylla Thorell, 1890
- Nicylla sundevalli Thorell, 1890 (Sumatra)

### Nimbarus
Nimbarus Rollard i Wesolowska, 2002
- Nimbarus pratensis Rollard i Wesolowska, 2002 (Guinea)

### Noegus
Noegus Simon, 1900
- Noegus actinosus Simon, 1900 (Brasil, Perú)
- Noegus arator Simon, 1900 (Brasil)
- Noegus australis (Mello-Leitão, 1941) (Brasil)
- Noegus bidens Simon, 1900 (Brasil, Argentina)
- Noegus coccineus Simon, 1900 (Brasil)
- Noegus comatulus Simon, 1900 (Brasil, Argentina)
- Noegus difficilis (Soares i Camargo, 1948) (Brasil)
- Noegus franganilloi (Caporiacco, 1947) (Guyana)
- Noegus fulvocristatus Simon, 1900 (Brasil)
- Noegus fuscimanus Simon, 1900 (Brasil)
- Noegus fuscomanus (Taczanowski, 1878) (Perú)
- Noegus mantovani Bauab i Soares, 1978 (Brasil)
- Noegus niveogularis Simon, 1900 (Brasil)
- Noegus niveomarginatus Simon, 1900 (Brasil)
- Noegus pallidus (Mello-Leitão, 1947) (Brasil)
- Noegus rufus Simon, 1900 (Perú, Brasil)
- Noegus spiralifer (F. O. P.-Cambridge, 1901) (Guatemala, Panamà)
- Noegus transversalis Simon, 1900 (Brasil)
- Noegus trilineatus (Mello-Leitão, 1940) (Brasil, Guyana)
- Noegus uncatus Simon, 1900 (Brasil)
- Noegus vulpio Simon, 1900 (Brasil, Guyana)

### Nosferattus
Nosferattus Ruiz i Brescovit, 2005
- Nosferattus aegis Ruiz i Brescovit, 2005 (Brasil)
- Nosferattus ciliatus Ruiz i Brescovit, 2005 (Brasil)
- Nosferattus discus Ruiz i Brescovit, 2005 (Brasil)
- Nosferattus occultus Ruiz i Brescovit, 2005 (Brasil)
- Nosferattus palmatus Ruiz i Brescovit, 2005 (Brasil)

### Nungia
Nungia Zabka, 1985
- Nungia epigynalis Zabka, 1985 (Xina, Vietnam)

### Nycerella
Nycerella Galiano, 1982
- Nycerella aprica (Peckham i Peckham, 1896) (Brasil, Paraguai, Argentina)
- Nycerella decorata (Peckham i Peckham, 1893) (Panamà, Colòmbia, St. Vincent)
- Nycerella delecta (Peckham i Peckham, 1896) (de Mèxic fins a Panamà)
- Nycerella donaldi (Chickering, 1946) (Panamà)
- Nycerella melanopygia Galiano, 1982 (Brasil)
- Nycerella neglecta Galiano, 1982 (Panamà fins a Equador)
- Nycerella sanguinea (Peckham i Peckham, 1896) (Guatemala fins a Panamà)
  - Nycerella sanguinea paradoxa (Peckham i Peckham, 1896) (Guatemala)
- Nycerella volucripes Galiano, 1982 (Brasil, Perú)

## O

### Ocnotelus
Ocnotelus Simon, 1902
- Ocnotelus imberbis Simon, 1902 (Brasil)
- Ocnotelus lunatus Mello-Leitão, 1947 (Brasil)
- Ocnotelus rubrolunatus Mello-Leitão, 1945 (Argentina)

### Ocrisiona
Ocrisiona Simon, 1901
- Ocrisiona aerata (L. Koch, 1879) (Queensland)
- Ocrisiona cinerea (L. Koch, 1879) (Nova Zelanda)
- Ocrisiona eucalypti Zabka, 1990 (Queensland)
- Ocrisiona frenata Simon, 1901 (Hong Kong)
- Ocrisiona koahi Zabka, 1990 (Queensland)
- Ocrisiona leucocomis (L. Koch, 1879) (Austràlia, Nova Zelanda)
- Ocrisiona liturata (L. Koch, 1879) (Queensland)
- Ocrisiona melancholica (L. Koch, 1879) (Eastern Austràlia, Illes Lord Howe)
- Ocrisiona melanopyga Simon, 1901 (Tasmania)
- Ocrisiona parallelestriata (L. Koch, 1879) (Queensland)
- Ocrisiona parmeliae Zabka, 1990 (Austràlia Occidental)
- Ocrisiona victoriae Zabka, 1990 (Victoria)
- Ocrisiona yakatunyae Zabka, 1990 (Austràlia Occidental)

### Ogdenia
Ogdenia Peckham i Peckham, 1908
- Ogdenia mutilla (Peckham i Peckham, 1907) (Borneo)

### Omoedus
Omoedus Thorell, 1881
- Omoedus cordatus Berry, Beatty i Prószynski, 1996 (Fiji)
- Omoedus kulczynskii Prószynski, 1971 (Nova Guinea)
- Omoedus niger Thorell, 1891 (Nova Guinea)
- Omoedus piceus Simon, 1902 (Moluques, Nova Guinea)

### Onomastus
Onomastus Simon, 1900
- Onomastus complexipalpis Wanless, 1980 (Borneo)
- Onomastus kanoi Ono, 1995 (Okinawa)
- Onomastus nigricaudus Simon, 1900 (Sri Lanka)
- Onomastus patellaris Simon, 1900 (Índia)
- Onomastus quinquenotatus Simon, 1900 (Sri Lanka)
- Onomastus simoni Zabka, 1985 (Vietnam)

### Opisthoncana
Opisthoncana Strand, 1913
- Opisthoncana formidabilis Strand, 1913 (New Ireland)

### Opisthoncus
Opisthoncus L. Koch, 1880
- Opisthoncus abnormis L. Koch, 1881 (Queensland, Nova Gal·les del Sud)
- Opisthoncus albiventris L. Koch, 1881 (Nova Gal·les del Sud)
- Opisthoncus alborufescens L. Koch, 1880 (Queensland, Nova Gal·les del Sud)
- Opisthoncus barbipalpis (Keyserling, 1882) (Queensland)
- Opisthoncus bellus (Karsch, 1878) (Nova Gal·les del Sud)
- Opisthoncus bitaeniatus L. Koch, 1880 (Queensland, Nova Gal·les del Sud)
- Opisthoncus clarus Keyserling, 1883 (Queensland)
- Opisthoncus confinis L. Koch, 1881 (Queensland)
- Opisthoncus delectabilis Rainbow, 1920 (Illes Lord Howe)
- Opisthoncus devexus Simon, 1909 (Austràlia Occidental)
- Opisthoncus eriognathus (Thorell, 1881) (Nova Guinea)
- Opisthoncus grassator Keyserling, 1883 (Queensland)
- Opisthoncus inconspicuus (Thorell, 1881) (Nova Guinea)
- Opisthoncus keyserlingi Zabka, 1991 (Nova Gal·les del Sud)
- Opisthoncus kochi Zabka, 1991 (Nova Gal·les del Sud)
- Opisthoncus lineativentris L. Koch, 1880 (Queensland, Nova Gal·les del Sud)
- Opisthoncus machaerodus Simon, 1909 (Austràlia Occidental)
- Opisthoncus magnidens L. Koch, 1880 (Queensland, Nova Gal·les del Sud)
- Opisthoncus mandibularis L. Koch, 1880 (Nova Gal·les del Sud)
- Opisthoncus mordax L. Koch, 1880 (Nova Gal·les del Sud)
- Opisthoncus necator L. Koch, 1881 (Nova Guinea, Queensland, Nova Gal·les del Sud)
- Opisthoncus nigrifemur Strand, 1911 (Nova Bretanya)
- Opisthoncus nigrofemoratus (L. Koch, 1867) (Austràlia)
- Opisthoncus pallidulus L. Koch, 1880 (Nova Gal·les del Sud)
- Opisthoncus parcedentatus L. Koch, 1880 (Queensland, Nova Gal·les del Sud)
- Opisthoncus polyphemus (L. Koch, 1867) (Nova Guinea, Queensland, Nova Gal·les del Sud)
- Opisthoncus quadratarius (L. Koch, 1867) (Queensland)
- Opisthoncus rubriceps (Thorell, 1881) (Queensland)
- Opisthoncus serratofasciatus L. Koch, 1881 (Nova Gal·les del Sud)
- Opisthoncus sexmaculatus (C. L. Koch, 1846) (Nova Gal·les del Sud)
- Opisthoncus tenuipes (Keyserling, 1882) (Queensland)
- Opisthoncus unicolor L. Koch, 1881 (Queensland)
- Opisthoncus versimilis Peckham i Peckham, 1901 (Victoria)

### Orissania
Orissania Prószynski, 1992
- Orissania daitarica Prószynski, 1992 (Índia)

### Orsima
Orsima Simon, 1901
- Orsima constricta Simon, 1901 (oest i centre d'Àfrica)
- Orsima ichneumon (Simon, 1901) (Malàisia, Sumatra, Borneo)

### Orthrus
Orthrus Simon, 1900
- Orthrus bicolor Simon, 1900 (Filipines)
- Orthrus calilungae Barrion, 1998 (Filipines)
- Orthrus muluensis Wanless, 1980 (Borneo)
- Orthrus palawanensis Wanless, 1980 (Filipines)

### Orvilleus
Orvilleus Chickering, 1946
- Orvilleus crassus Chickering, 1946 (Panamà)

### Osericta
Osericta Simon, 1901
- Osericta cheliferoides (Taczanowski, 1878) (Perú)
- Osericta dives Simon, 1901 (Brasil)